# Daro (district)
Daro is een district in de Maleisische deelstaat Sarawak.
Het district telt 30.500 inwoners op een oppervlakte van 1500 km².